# M32 (astronomia)
La galassia ellittica M32 (nota anche come Oggetto Messier 32, Messier 32, M32, o NGC 221) è una galassia ellittica nana nella costellazione di Andromeda.
È stata scoperta il 29 ottobre 1749 dall'astronomo Guillaume Le Gentil. È stata osservata da Charles Messier nel 1757 e catalogata il 3 agosto 1764 sotto la sua denominazione attuale.

## Caratteristiche
M32 è un membro del Gruppo Locale di galassie. Orbitando attorno alla Galassia di Andromeda, è situata — rispetto a un osservatore terrestre — davanti a uno dei bracci di quest'ultima.
Le stelle esterne di M32 sono state visibilmente strappate dall'attrazione della sua vicina e quindi la galassia si riduce alle sole stelle vicine al nucleo. Mostra comunque tracce di formazione stellare nel passato relativamente recente. Questo nucleo possiede una massa di circa 108 masse solari, con una densità di 5 000 stelle/pc3 orbitanti attorno a un oggetto estremamente massivo: cifre comparabili al nucleo della Galassia di Andromeda.
M32 ha una massa di circa 3 miliardi di masse solari, e un diametro di 8000 anni luce. Dista da noi 2.900.000 anni luce, e assieme a M110 è la galassia ellittica più vicina. Esiste anche la prova che M32 possegga un disco esterno.

## Distanza
Sono state usate almeno 2 tecniche per misurare la distanza di M32. La misurazione della distanza all'infrarosso (fluttuazione della luminosità superficiale) utilizza l'aspetto granuloso del bulge per stimarne la distanza. I rigonfiamenti delle galassie vicine appaiono infatti molto granulosi, mentre bulge di galassie più remote appaiono con una luce diffusa; le prime misurazioni utilizzando questa tecnica hanno fornito una distanza di 2,46 ± 0,09 milioni di anni luce (pari a 755 ± 28 kpc). Tuttavia M32 è abbastanza vicina da poterne misurare la distanza con il metodo TRGB. La distanza stimata con questo tipo di approccio è 2,51 ± 0,13 milioni di anni luce (770 ± 40 kpc).. La media tra queste 2 misurazioni dà una distanza stimata di 2,49 ± 0,08 milioni di anni luce (763 ± 24 kpc).
Uno studio del 2008, in base alla dispersione della velocità centrale e i dati sulle nebulose planetarie, dubita che M32 sia satellite di M31 ma una galassia di dimensioni nornali, circa tre volte più lontana e prospetticamente allineata. Tuttavia tale tesi è in contrasto con la distanza ricavata mediante le stelle RGB, ritenuta molto affidabile, e non trova favore tra gli esperti.

## Osservazione
M32 può essere facilmente localizzata osservando la Galassia di Andromeda, dal momento che si trova a 22' a S della regione centrale di M31. Appare come una macchia luminosa, leggermente allungata, ed è facilmente osservabile con un piccolo telescopio. La sua magnitudine è 8,1.

## Buco Nero
M32 contiene un Buco nero supermassiccio. la sua massa stimata è stata calcolata essere tra 1.5 e 5 milioni di masse solari.